# Andreas Krischke

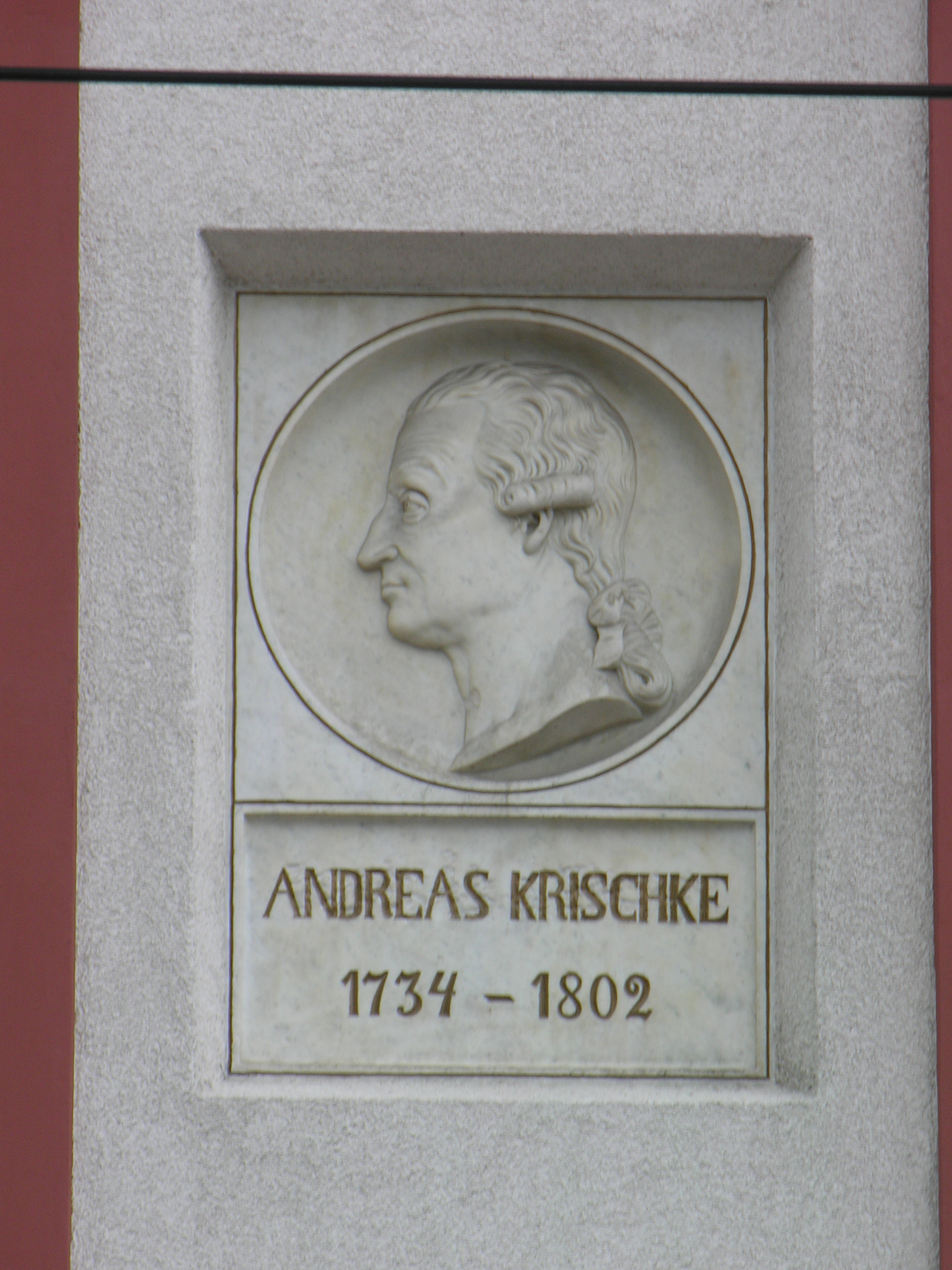
Tablica pamiątkowa ku czci Andreasa Krischke we Wrocławiu

Andreas Krischke (ur. 1734 r., zm. 1802 r.) – kupiec i filantrop wrocławski.
Od 1781 posiadał przywilej na handel towarami żelaznymi. Dwa lata później zakupił kamienicę nr 13 przy wrocławskim rynku. Ofiarował pieniądze na budowę Szpitala Bożego Grobu we Wrocławiu. Nabył również sąsiednią działkę z kamienicą, a zyski z jej wynajmowania przeznaczał na jego utrzymanie. W 1800 doprowadził do przekształcenia apteki szpitala Wszystkich Świętych we Wrocławiu w aptekę miejską. Na budynku dawnej apteki przy ul. Mikołaja zachowała się tablica pamiątkowa ku czci Andreasa Krischke.